# Philodromus marginellus
Philodromus marginellus este o specie de păianjeni din genul Philodromus, familia Philodromidae, descrisă de Banks, 1901. Conform Catalogue of Life specia Philodromus marginellus nu are subspecii cunoscute.